# ラルナカ地区
ラルナカ地区（英語: Larnaca District、ギリシア語: Επαρχία Λάρνακας、トルコ語: Larnaka kazası）はキプロスの地区で、中心都市はラルナカである。

## 概要
地区の一部は1974年にトルコに占領され、現在はトルコを後ろ盾とする北キプロス・トルコ共和国のレフコシャ地区の一部になっている。島最大のラルナカ国際空港と、宗教施設ハラ・スルタン・テッケが有る。2011年の人口は約14.3万人で、59%が都市に住む。